# Джеральдін Фіцджеральд
Джеральдін Фіцджеральд (англ. Geraldine Fitzgerald; 24 листопада 1913, Дублін — 17 липня 2005, Нью-Йорк) — американська акторка та режисерка, уродженка Ірландії, включена в Американську театральну залу слави.

## Біографія
Джеральдін Фіцджеральд народилася 24 листопада 1913 року в місті Грейстонс, на південь від Дубліна, в сім'ї адвоката Едварда Фіцджеральда і його дружини Едіт.
Стати акторкою її надихнула тітка, акторка і режисерка Шела Річардс, і в 1931 року Фіцджеральд з'явилася в одному з театрів Дубліна. У 1924 року його переїхала до Лондона, де дебютувала на великому екрані. Після успіху в Лондоні Фіцджеральд в 1938 році переїхала в США, де продовжила кінокар'єру, а також дебютувала на Бродвеї. Найбільшого успіху вона досягла в 1939 році, коли була номінована на «Оскар» за найкращу жіночу роль другого плану у фільмі «Буремний перевал», а також зігравши Енн Кінг у фільмі «Перемогти темряву».
Надалі акторка з'явилася в таких успішних фільмах, як «Веселі сестри» (1942), «Дозор на Рейні» (1943) і «Вільсон» (1944), але до кінця десятиліття її кар'єра поступово почала йти на спад через часті конфлікти з керуючими кіностудій. Вона, наприклад, втратила роль Бріджит О'Шоннессі у фільмі «Мальтійський сокіл» через суперечки з Джеком Ворнером. У 1946 році, після ролі у фільмі «Три незнайомця», Джеральдін Фіцджеральд покинула Голлівуд і переїхала в Нью-Йорк, де одружилася з Стюартом Шефтелем, старшим сином Ісидора Штрауса. Після весілля повернулася до Великої Британії, де знялася в декількох британських фільмах.
У 1951 році Фіцджеральд з чоловіком знову повернулися в США. Після повернення вона майже не знімалася, а її кар'єра почала знову відроджуватися лише в 1960-ті роки. Серед її пізніх кіноробіт фільми «Лихвар» (1964), «Рейчел, Рейчел» (1968), «Прощай, самець» (1978), «Артур» (1981) і «Трістан і Ізольда» (1981). Крім кіно, знімалася на телебаченні і грала в театрі, де також досягла успіху як режисерка, ставши при цьому однією з перших жінок, номінованих у цьому напрямку на «Тоні». Однією з найвідоміших її телеролей стала Анна в серіалі «Золоті дівчата», яка принесла їй номінацію на «Еммі». Цю премію вона отримала в 1978 році за роль у телевізійному шоу каналу «NBC».
У 1990 році Джеральдін Фіцджеральд виступала як співачка кабаре з шоу Стрітсонгс на Бродвеї протягом трьох сезонів.
За внесок в кіноіндустрію США актриса удостоєна зірки на Голлівудській алеї слави.
Джеральдін Фіцджеральд була одружена з Едвардом Ліндсей-Хоггом з 1936 по 1946 роки, від якого народила сина Майкла, який став режисером. Її другим чоловіком був син Ісидора Штрауса Стюарт Штефель, з яким була разом до його смерті в 1994 році.
Джеральдін Фіцджеральд померла 17 липня 2005 року в Нью-Йорку від ускладнень хвороби Альцгеймера у 91-річному віці.

## Фільмографія
1. 1939: «Буремний перевал» (Wuthering Heights) — Ізабелла Лінтон
2. 1939: «Перемогти темряву» (Dark Victory) — Енн Кінг
3. 1942: «Веселі сестри» (The Gay Sisters) — Евелін
4. 1943: «Дозор на Рейні» (Watch on the Rhine) — Марта
5. 1944: «Вільсон» (Wilson) — Едіт Вільсон
6. 1946: «Три незнайомця» (Three Strangers) — Кристал Шаклефорд
7. 1946: «Ніхто не вічний» (Nobody Lives Forever) — Гледіс Хелворсен
8. 1964: «Лихвар» (The Pawnbroker) — Мерилін Бірчфілд
9. 1968: «Рейчел, Рейчел» (Rachel, Rachel) — преподобний Вуд
10. 1974: «Гаррі і Тонто» (Harry and Tonto) — Джессі
11. 1976: «Відлуння літа» (Echoes of a Summer) — Сара
12. 1978: «Прощай, самець» (Bye Bye Monkey) — Місіс Толанд
13. 1981: «Артур» (Arthur) — Марта Бач
14. 1981: «Тристан і Ізольда» () — Бронвін
15. 1983: «Легкі гроші» (Easy Money) — місіс Монаган
16. 1986: «Полтергейст 2» (Poltergeist II: The Other Side) — Бабуся Джесс
17. 1988: «Артур 2: На мілині» (Arthur 2: On the Rocks) — Марта Бач